# Matter János
Matter János (Csaca, 1861. április 7. – Csurgó, 1903. május 2.) református főgimnáziumi tanár, Matter Rezső öccse. 

## Életútja
Apja Matter János pékmester volt; középiskoláit Znióváralján, Turócszentmártonban, Nyitrán, Trencsénben, Vácon és Kecskeméten végezte. 1878-ban a kegyes tanítórendbe lépett. Miután a teologiát Nyitrán két évig tanulta, a budapesti egyetemre ment, ahol két évig hallgatta a magyar irodalmi és klasszika-filológiai tantárgyakat (mely utóbbiakból 1888-ban tanári oklevelet nyert). 1884-ben pappá szentelték. Tanár volt Vácon, Nagykanizsán és Debrecenben. 1891-ben kilépett a rendből és ezután a csurgói református főgimnáziumban a latin és görög nyelv rendes tanára volt.
Cikke a váci főgimnázium Értesítőjében (1886. Az attikaiak házasság-kötése és fölbontása, ism. Egyet. Philol. Közlöny 1888 675. l.); a csurgói református főgimnázium Értesítőjében (1899. Trencsénmegyei drótosaink); a Csurgón megjelenő Iskolai Szemlébe írt pedagógiai cikkeket, ilyeneket írt még a Dunántúli Protestáns Lapba, a Debreczeni Protestáns Lapba, a Protestáns Egyházi és Iskolai Lapba és az Országos középiskolai Tanáregylet Közlönyébe; a Csurgó és Vidékének kezdettől fogva munkatársa volt, 1900-tól pedig társszerkesztője.

## Munkái
- Gyakorlati utmutatások a rókamérgezésről. Matter Rezső után németből ford. Budapest, 1896. (2. kiadás. U. ott, 1899.).
- Víg tárczák. Csurgó, 1897.